# Are 湯 Lady
Are 湯 Lady（あーゆーれでぃ）は、宮城県仙台市太白区秋保町の秋保温泉を拠点に、イベント出演や温泉をPRする歌を通じて温泉街の魅力を発信する女性「ご湯治（ごとうぢ）」アイドルグループである。

## 概要・略歴
2014年（平成26年）5月2日、秋保温泉旅館組合と仙台市に本社を置くインターネットテレビ局「アリティーヴィー」が共同で企画し、市内の10代から20代のモデルや女子大生で結成されたローカルアイドルグループである。
同年7月31日に秋保温泉の老舗旅館「ホテル佐勘」でお披露目会を行い、露天風呂をステージにしてデビュー曲「dance with 湯（ダンス・ウィズ・ユー）」を披露、同年8月9日に太白区の秋保・里センターで開催された「秋保温泉夏祭り」のオープニングライブに出演しステージデビューを果たした。
2014年11月には秋保温泉旅館組合が制作した秋保観光プロモーションビデオ『踊ろうぜ、AKIU』に出演、デビュー曲「dance with 湯」が使われ動画投稿サイトYouTube（ユーチューブ）に投稿された動画は注目を集めた。また、2015年1月には仙台南警察署の一日署長に就任、PR活動を行っているほか、同年4月からは仙台駅前の商業ビル「EBeanS（イービーンズ）」1階の「杜のサテスタ広場」で毎週公開収録されるラジオ番組「EB×ラジ」でメンバーの齋藤 はるかがアシスタントMCを務めている。
プロデューサーを務めるのは、2012年までザ・キャプテンズのエレキギター・ヴォーカルを担当し、2015年現在はアリティーヴィーの国際プロモーションを担当する作曲家のヒザシ（雨宮 高）。グループの当面の目標として「温泉の『泉』にちなんで1,000人の観客の前で歌うこと」を挙げている。
2016年9月30日、在籍していた齋藤はるか、早坂瑠奈、吉田しずかの3名の全員卒業に伴い、新体制が整うまで活動停止することとなった。

## メンバー

### メンバー
2016年10月1日現在、所属メンバーは0名。

### 元メンバー
| 名前        | なまえ          | 生年月日       | 血液型 | 出身地       | 備考                           |
| ----------- | --------------- | -------------- | ------ | ------------ | ------------------------------ |
| 目黒 莉緒   | めぐろ りお     | 1993年11月25日 | B型    | 岩手県       |                                |
| 佐藤 ももか | さとう ももか   | 1992年11月25日 | -      | 沖縄県       |                                |
| 星里 あかり | ほしさと あかり | 1995年10月22日 | A型    | -            |                                |
| 阿部 望     | あべ のぞみ     | 1994年8月25日  | A型    | 宮城県       |                                |
| 佐藤 愛     | さとう あい     | -              | -      | -            |                                |
| 穂積 奈々   | ほづみ なな     | -              | -      | -            |                                |
| 齋藤 はるか | さいとう はるか | 1994年11月9日  | B型    | 宮城県       | 活動停止時の最終在籍メンバー。 |
| 早坂 瑠奈   | はやさか るな   | 1994年1月27日  | -      | 宮城県仙台市 | 活動停止時の最終在籍メンバー。 |
| 吉田 しずか | よしだ しずか   | -年5月12日     | O型    | -            | 活動停止時の最終在籍メンバー。 |

## 作品

### 楽曲
- 「dance with 湯（ダンス・ウィズ・ユー）」

## 出演

### テレビ
- NHKニュース7（2014年7月31日、NHK総合）
- NEWS WEB（2014年7月31日、NHK総合） - ご当地アイドル 秋保温泉に登場
- あらあらかしこ（2014年8月30日、仙台放送）[11]
- OH!バンデス（2014年10月3日、2015年1月8日、ミヤギテレビ）
- スーパーJチャンネル（2014年10月3日、KHB東日本放送）
- 仙台ノ学園（2015年3月29日、ミヤギテレビ） - なりきりコスプレ歌うま選手権！前編

### ネット配信
- Are 湯 Lady の I love 入浴!（2014年7月7日 - 9月10日、アリティーヴィー）[12]

### ラジオ
- 美穂と彩乃のたがいにみやぎプロジェクト（2014年8月16日、datefm）
- コレカラみやぎ（2014年9月24日、datefm）
- EB×ラジ（2015年4月21日 - 、ラジオ3・エフエムたいはく・エフエムいずみ）

### イベント
2014年
- 07月31日、デビュー曲お披露目会（秋保温泉・ホテル佐勘） - マスコミ向け
- 08月06日、仙台七夕祭り（仙台市民広場周辺・仙台朝市） - 「Are 湯 Lady の I love 入浴!」配信
- 08月07日、仙台七夕祭り（仙台朝市）
- 08月08日、仙台七夕祭り（仙台朝市）
- 08月09日、秋保温泉夏祭り（秋保・里センター）
- 08月17日、秋保工芸の里 夏祭り
- 08月23日、東松島夏祭り2014（宮城県東松島市）
- 08月31日、〜1000人と踊ろう〜（宮城県仙台市・錦町公園）
- 09月14日、秋保神社例大祭
- 10月11日、3周年祭（宮城県仙台市宮城野区・たなばたけ高砂店）
- 11月02日、秋保工芸の里 秋祭り
- 11月27日、秋保温泉観光博覧会、記者会見 - ゲスト出演
- 11月30日、東北六景アイドルフェスタ2014 in SENDAI（仙台space Zero）

2015年
- 01月08日、仙台南警察署一日署長（ザ・モール仙台長町）
- 02月01日、節分祭豆まき（秋保神社）
- 02月25日、ステージ出演（秋保グランドホテル）
- 03月21日、EBeans開店3周年祭記念トーク&ミニライブ（仙台駅前イービーンズ1階杜のサテスタ広場）
- 03月22日、EBeans開店3周年祭記念 1日店長&トークショー&ミニライブ（仙台駅前イービーンズ1階杜のサテスタ広場）
- 03月28日、「Are 湯 Lady」ミニライブ（仙台駅前イービーンズ1階杜のサテスタ広場）
- 04月11日、イービーンズスマイルコンテスト公開抽選会 ミニライブ&トークショー（仙台駅前イービーンズ1階杜のサテスタ広場）
- 04月20日、Touch The Japan:2015 第1回 日本の観光と商品展 in 台湾（台北市・花博公園 TAIPEI EXPO PARK）[13]
- 05月01日、磊々峡ライトアップ オープニングイベント（秋保・里センター）
- 05月06日、「Are 湯 Lady」ミニライブ×佐藤公隆 トークショー（仙台駅前イービーンズ1階杜のサテスタ広場）

### 公式ブログほか
- Are 湯 Lady (gotouji) - Facebook

### Twitter
- 齋藤 はるか（Are 湯 Lady） (@haruzaem00n) - X（旧Twitter）
- 早坂 瑠奈（Are 湯 Lady） (@runa_odk) - X（旧Twitter）
- 吉田しずか《Are 湯 Lady》 (@ta_srkn) - X（旧Twitter）
- 莉緒（Are 湯 Lady） (@sais__rio) - X（旧Twitter）
- 阿部 望（Are 湯 Lady） (@Ab37Nonn) - X（旧Twitter）

### 関連動画
- 踊ろうぜAKIU（秋保温泉旅館組合） - YouTube
- 秋保から世界へ！「Are 湯 Lady」仙台七夕まつりに登場（河北新報社） - YouTube
- ♪Dance with 湯 / Are 湯 Lady（アリティーヴィーチャンネル） - YouTube
- 【English】 踊ろうぜAKIU 【英語版】（アリティーヴィーチャンネル） - YouTube
- 【English】 Dance with 湯 / Are 湯 Lady 【英語版】（アリティーヴィーチャンネル） - YouTube
- Dance with 湯 中国語版（アリティーヴィーチャンネル） - YouTube

### 関連サイト
- 宮城県秋保｜秋保温泉旅館組合公式HP
- 仙台のインターネットテレビジョン アリティーヴィー
- SaiS 芸能・芸術 プロダクション
- SaiSプロダクション (saisproduction) - Facebook
- SaiSプロダクションのブログ - Ameba Blog